# تي في أو كيدز
تي في أو كيدز هو علامة تجارية لمعظم برامج أطفال في كندا والتي تبث يوميا على قناة تي في او أونتاريو. وقد بدأت البث في 1 أبريل عام 1994.

## وصلات خارجية
- الموقع الرسمي
- TVOKids' Gisèle Corinthios is Mom, TV Producer Behind the Scenes

‌